# Anton Gerard van Hamel (predikant)

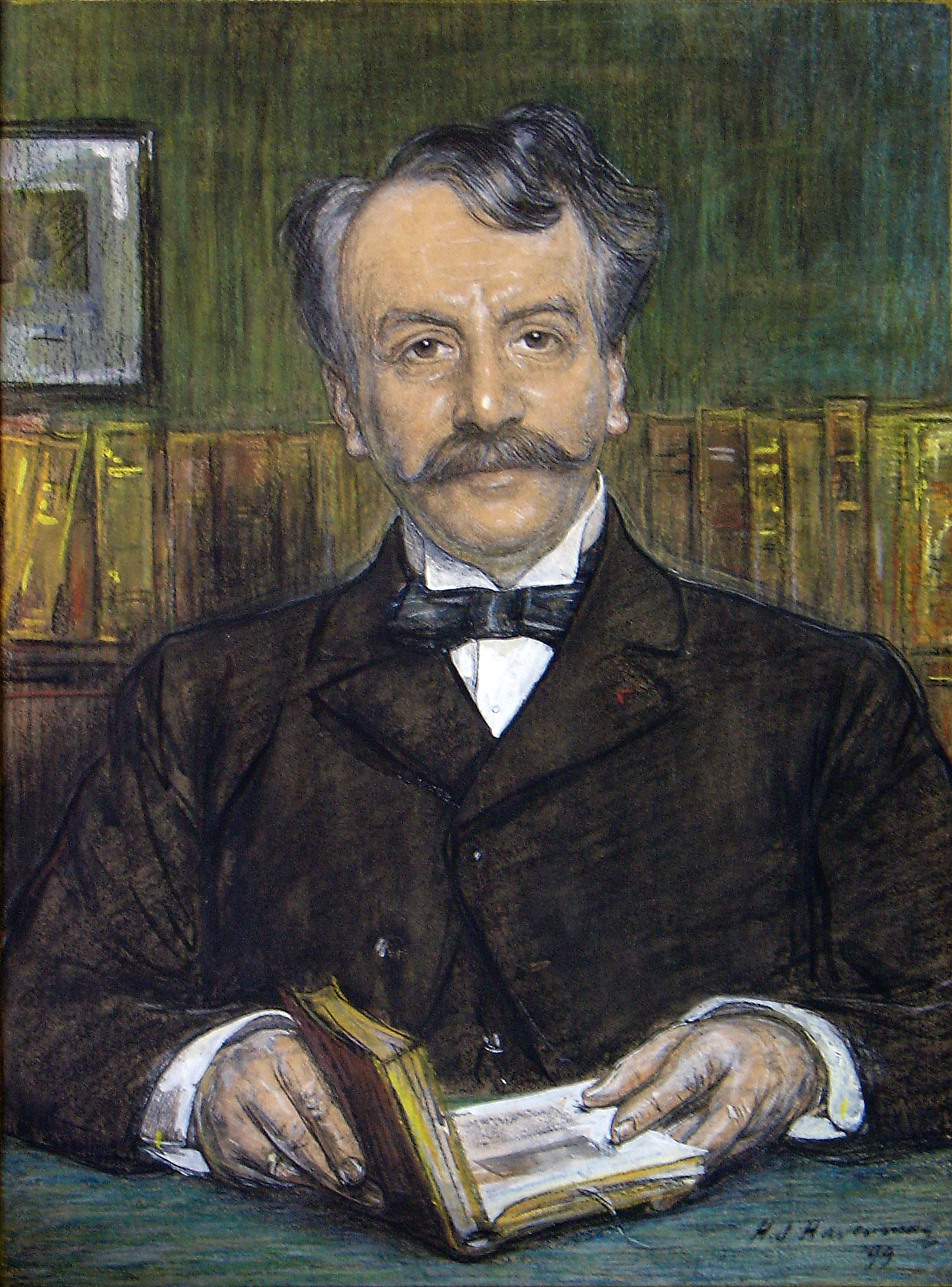
A.G. van Hamel getekend door H.J. Haverman (1899)

Anton Gerard van Hamel (Haarlem, 17 januari 1842 - Amsterdam, 15 april 1907), was een Nederlands predikant, hoogleraar Frans te Groningen en redacteur van het literair tijdschrift De Gids.
Nadat hij in Groningen in 1863 zijn kandidaats- en doctoraalexamen in de theologie deed, bracht hij een jaar door in Genève. Op 6 oktober 1864 liet hij zich als student inschrijven op de universiteit in Leiden, waar zijn vader, Joost Adriaan van Hamel, predikant was.
In 1866 werd hij hulppredikant te Brussel en in het volgende jaar te Leiden. Van 1868 tot 1872 was hij predikant van de Waalse gemeente in Leeuwarden; vervolgens werd hij predikant bij dezelfde gemeente in Rotterdam. Hier bleef hij actief tot 1879, toen hij het niet meer met zijn geweten kon verenigen om predikant te zijn. Hij sloeg een geheel andere richting in en ging Frans en Romaanse filologie studeren in Parijs, bij Gaston Paris en Arsène Darmesteter. In het seizoen 1883-1884 volgde Van Hamel college bij Ferdinand de Saussure, die toen aan de École des Hautes Études Gotisch en Oudhoogduits doceerde. In die tijd had hij contact met de toen ook in Parijs wonende Conrad Busken Huet, wiens zoon Gédéon eveneens de colleges van De Saussure bijwoonde.
In 1884 werd hij de eerste hoogleraar Frans aan de Universiteit Groningen. Hij aanvaardde deze functie met een rede over La chaire de français dans une université néerlandaise. In 1897 sprak hij als rector magnificus de rede L'âme française uit, waarin hij zich afvroeg wat de essentiële kenmerken zijn van de Franse geest zoals verbeeld in de Franse taal en literatuur. Sinds 1887 was Van Hamel redacteur van De Gids.
In 1907 nam hij zijn ontslag om zich in Parijs ongestoord aan de studie te kunnen wijden. Hij overleed in hetzelfde jaar.